# Vörös bőgőmajom
A vörös bőgőmajom (Alouatta seniculus) az emlősök (Mammalia) osztályának főemlősök (Primates) rendjébe, ezen belül a pókmajomfélék (Atelidae) családjába tartozó faj.
Egyes rendszerbesorolások a csuklyásmajomfélék (Cebidae) családjába sorolják.

## Előfordulása
E majom elterjedési területe Kolumbia és Venezuela északi részétől délre az Amazonasig terjed. Az Andoktól keletre a Madeira folyóig és Bolívia területén is megtalálható.

## Alfajai
- Alouatta seniculus arctoidea
- Alouatta seniculus juara
- Alouatta seniculus seniculus

## Megjelenése

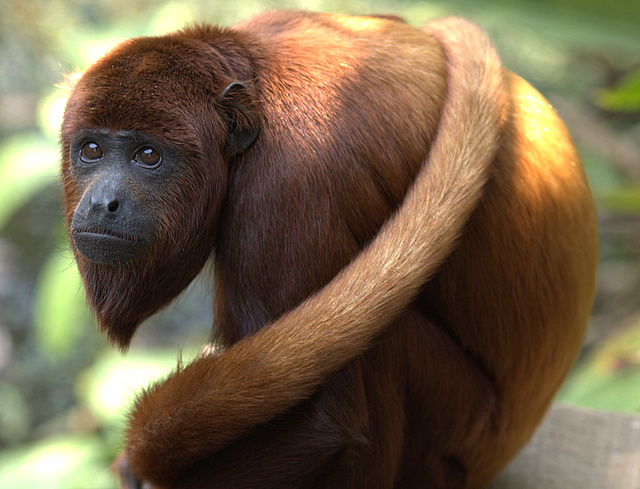
Hosszú fogófarka van

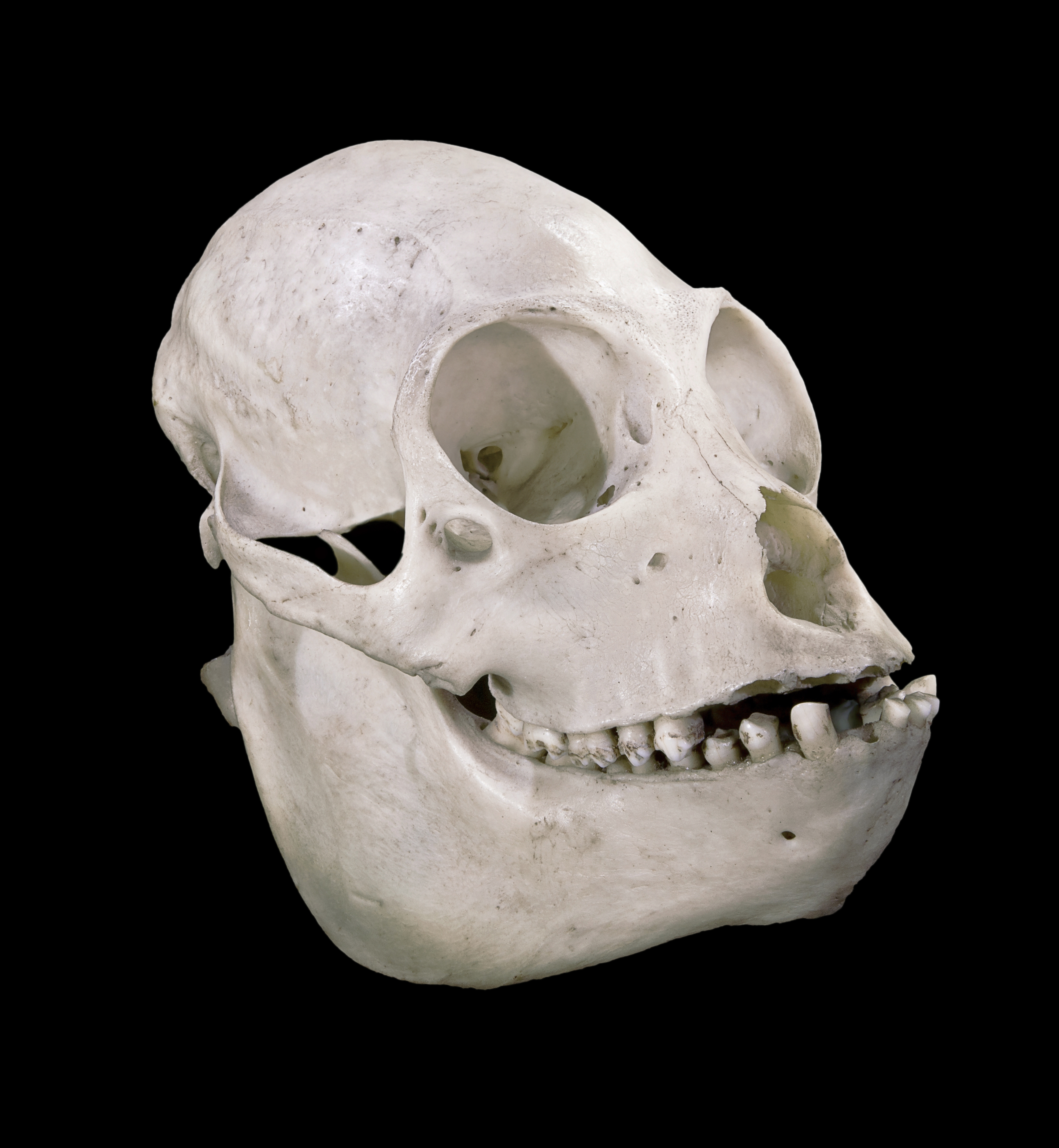
Koponya

A hím testhossza 49–72 centiméter, a nőstényé 46–57 centiméter. Farokhossza 46–75 centiméter. A hím testtömege 6,5–8 kilogramm, a nőstényé 4,5–6,4 kilogramm. Szőrzete hosszú és selymes, színe barnás-narancsszínűtől a vörösig terjedhet. Pofája előreugró és szőrtelen, de szőrzet keretezi. Orra széles. Karja és lába hosszú, de erőteljes felépítésű. A fogókéz erős és ügyes. Farka izmos és hosszú, az ágakon való fogódzkodásra alkalmas; sűrű szőrzet borítja az utolsó harmad alsó részéig, amely teljesen szőrtelen.

## Életmódja
A bőgőmajom nappal aktív és különböző nagyságú csoportokban él. Reggelente és esténként vagy amikor más bőgőmajom csoport közeledik a revírhez, nagyon hangos bőgést hallatnak, mely 5 kilométerre is elhallatszik. Tápláléka főként levelek, gyümölcsök, virágok, mogyoró és magok, de alkalmanként fogyaszt kisemlősöket, hüllőket és madarakat is.
Nem bírják a fogságot.[forrás?]

## Szaporodása
Az ivarérettséget 3,5–4 évesen éri el. A párzási időszak egész évben tart. A vemhesség 186–194 napig tart, ennek végén 1 kölyök születik. A kölyök kétéves korban válik önállóvá. A nőstények csak kétévente ellenek.